# 2011 en Italie
Chronologie de l'Italie
- 2007
- 2008
- 2009
- 2010
- 2011
- 2012
- 2013
- 2014
- 2015

2009 par pays en Europe - 2010 par pays en Europe
2009 en Europe - 2010 en Europe - 2011 en Europe - 2012 en Europe - 2013 en Europe

## Événements

### Janvier 2011

#### Samedi1erjanvier 2011
- x

### Février 2011
- x

### Mars 2011
- x

### Avril 2011
- x

### Mai 2011
- 15 mai : élections municipales.

### Juin 2011
- 13 juin : adoption du référendum abrogatif pour quatre textes, qui sont donc abrogés partiellement ou totalement.

### Juillet 2011
- x

### Août 2011
- x

### Septembre 2011
- x

### Octobre 2011
- x

### Novembre 2011
- 16 novembre : l’ancien commissaire européen Mario Monti est nommé président du Conseil et présente son gouvernement.

### Décembre 2011
- Décès de Armando Brambilla (°1942) évêque.

## Culture

### Cinéma

#### Films italiens sortis en 2011
- 25 février : Manuale d'amore 3, film de Giovanni Veronesi

#### Autres films sortis en Italie en 2011
- x

#### Mostra de Venise
- Lion d'or d'honneur : Marco Bellocchio
- Lion d'or : Faust d'Alexandre Sokourov
- Grand prix du jury : Terraferma d'Emanuele Crialese
- Lion d'argent du meilleur réalisateur : Cai Shangjun pour People Mountain People Sea
- Coupe Volpi pour la meilleure interprétation féminine : Deannie Yip dans A Simple Life de Ann Hui
- Coupe Volpi pour la meilleure interprétation masculine : Michael Fassbender, dans Shame de Steve McQueen
- Prix Osella pour la meilleure contribution technique : Les Hauts de Hurlevent de Andrea Arnold
- Prix Osella pour le meilleur scénario : Yorgos Lanthimos pour Alpis
- Prix Marcello-Mastroianni du meilleur jeune interprète : Shōta Sometani et Fumi Nikaidō dans Himizu

### Littérature

#### Livres parus en 2011
- Giorgio Fontana, Per legge superiore (éditions Sellerio) • traduction française : Que justice soit rendue, trad. François Bouchard, éditions du Seuil, 2013  (ISBN 978-2-02108-734-5)

#### Prix et récompenses
- Prix Strega : Edoardo Nesi, Storia della mia gente, (éd. Bompiani)
- Prix Bagutta : Andrea Bajani Ogni promessa (Einaudi)
- Prix Bancarella : Mauro Corona, La fine del mondo storto
- Prix Campiello : Andrea Molesini, pour Non tutti i bastardi sono di Vienna
- Prix Flaiano :
  - Fiction : Margaret Mazzantini pour Nessuno si salva da solo / Aurelio Picca pour Se la fortuna è nostra / Sandro Veronesi pour XY
  - Poésie : ?
- Prix Napoli : Ruggero Cappuccio, Fuoco su Napoli (Feltrinelli) ; Nadia Fusini, Di vita si muore (Mondadori) ; Helena Janeczek, Le rondini di Montecassino (Guanda)
- Prix Pozzale Luigi Russo :
  - x ?
  - x ?
  - x ?
- Prix Raymond-Chandler : Pétros Márkaris et Andrea Camilleri
- Prix Scerbanenco : Gianni Biondillo pour Le Matériel du tueur (I materiali del killer) (Guanda)
- Prix Stresa : Bruno Arpaia, L'energia del vuoto, (Guanda)
- Prix Viareggio :
  - Roman : ?
  - Essai : ?
  - Poésie : ?

## Décès en 2011
- 15 avril : Vittorio Arrigoni, journaliste italien, militant de l'ONG International Solidarity Movement. (° 4 février 1975)
- 10 juin : Cosimo Caliandro, athlète, spécialiste des courses de fond. (° 11 mars 1982)
- 13 septembre : Walter Bonatti, alpiniste, guide de haute montagne, journaliste et photographe. (° 22 juin 1930)

#### Articles sur l'année 2011 en Italie
- Gouvernement Monti
- Référendum abrogatif de 2011 en Italie
- Scandale du Rubygate

#### L'année sportive 2011 en Italie
- Championnat d'Italie de football 2010-2011
- Championnat d'Italie de football 2011-2012
- Coupe d'Italie de football 2011-2012
- Saison 2010-2011 de la Juventus FC
- Saison 2011-2012 de l'AS Roma
- Saison 2011-2012 de la Juventus FC
- Championnat d'Italie de rugby à XV 2010-2011
- Championnat d'Italie de rugby à XV 2011-2012
- Championnat d'Italie de combiné nordique 2011
- Grand Prix automobile d'Italie 2011
- Milan-San Remo 2011
- Tour d'Italie 2011
- Masters de Rome 2011
- Tournoi de tennis de Rome (WTA 2011)

#### L'année 2011 dans le reste du monde
- 2011 par pays en Afrique
- 2011 par pays en Amérique, 2011 aux États-Unis
- 2011 par pays en Asie
- 2011 par pays en Europe, 2011 en France
- 2011 par pays en Océanie
- 2011 par pays au Proche-Orient
- 2011 aux Nations unies